# Сунгуров, Юрий Александрович
Юрий Александрович Сунгу́ров (1908—1973) — советский актёр театра, заслуженный артист Карело-Финской ССР (1951), Заслуженный артист РСФСР (1969).

## Биография
Родился в семье чиновника.
После окончания в 1930 году Ленинградского техникума сценических искусств (класс Леонида Вивьена), работал в Ленинградском театре Дома печати и Ленинградском театре Союза писателей.
В 1936—1941 годах — актёр Харьковского областного драматического театра.
В 1942—1970 годах — ведущий актёр Русского драматического театра Карельской АССР в Петрозаводске.
Юрий Александрович являлся организатором и многолетним руководителем студенческого театра Петрозаводского государственного университета (ныне — народный студенческий театр им. Ю. А. Сунгурова «ТИС»).
Основные театральные роли
- Карандышев — «Бесприданница» А. Островский (1944)
- Кораблёв — «Два капитана» В. Каверин (1949)
- инспектор Жавер — «Отверженные» В. Гюго (1951)
- Прибытков, Дульчин — «Последняя жертва» А. Островский (1957)
- Охотников — «Потерянный сын» А. Арбузов (1961)
- Яков — «Последние» М. Горький (1966)

и другие.